# Museum für Weinbau und Stadtgeschichte
Das Museum für Weinbau und Stadtgeschichte ist ein Museum in Edenkoben. Es steht unter Denkmalschutz.

## Lage
Das Museum befindet sich im Norden der Stadt Edenkoben der Weinstraße, die mit der Landesstraße 512 identisch ist.

## Gebäude
Das Gebäude befand sich ursprünglich im Besitz von Konrad Winkelblech, der als Schaffner des in der Stadt ansässigen Klosters Heilsbruck fungierte. Es handelt sich um einen repräsentativen barocken Walmdachbau, der mit der Jahreszahl 1716 bezeichnet ist. Das Wirtschaftsgebäude stammt aus der Mitte des 19. Jahrhunderts und wurde über dem älteren Fasskeller errichtet.

## Museum
Das Museum setzt sich mit der Edenkobener Stadtgeschichte beginnend mit der Merowingerzeit und dem Thema Wein auseinander. Letzteres wird im Gewölbekeller des Gebäudes behandelt. Das Museum bietet Führungen an, in der die Führer beispielsweise in historische Rollen wie die des bayerischen Königs Ludwig I. schlüpfen. Zudem existiert ein sogenannter Museumsspeicher, in dem wechselnde Ausstellungen und anderweitige Veranstaltungen stattfinden. Es ist von April bis Oktober jeweils mittwochs, freitags, samstags und sonntags geöffnet. Zudem wird ein Verkauf von Büchern, die sich mit der Stadthistorie auseinandersetzen, angeboten.